# Verhaltensanalyse
Die Verhaltensanalyse ist eine empirisch arbeitende Wissenschaft, die sich mit dem Verhalten von Menschen und Tieren befasst. Dabei wird unter Verhalten sowohl das offene (von außen, d. h. von anderen) beobachtbare als auch das verdeckte (private) Verhalten (das nur die Person, die sich verhält, an sich beobachten kann) verstanden. Die Verhaltensanalyse versteht daher auch sprachliches Verhalten (vgl. Verbal Behavior) und innere Vorgänge wie das Denken und Fühlen als Verhalten. Die Verhaltensanalyse versucht, dieses Verhalten zu beschreiben, zu erklären, zu verstehen und vorauszusagen. Die wissenschaftstheoretische Grundlage der Verhaltensanalyse ist der Radikale Behaviorismus nach B. F. Skinner.

## Methodik
Nach Paul Chance (1998) ist die Verhaltensanalyse die Untersuchung der funktionalen Relationen zwischen Verhalten und Umweltereignissen:
- Ein Verhalten ist alles, was ein Mensch oder Tier tut und das (von anderen Menschen oder nur von dieser Person selbst) beobachtet werden kann.
- Ein Umweltereignis ist jedes Ereignis in der Umwelt eines Organismus, das beobachtet werden kann.
- Eine funktionale Relation ist die Tendenz eines Ereignisses, in regelhafter Art und Weise mit einem oder mehreren anderen Ereignissen zu variieren.

Die Grundlagenwissenschaft, die sich damit befasst, die Gesetzmäßigkeiten des Verhaltens zu entdecken und zu beschreiben, ist die Experimentelle Verhaltensanalyse.
Die angewandte Verhaltensanalyse versucht, das Verhalten von Menschen oder Tieren zu ändern, indem sie die vorausgehenden Bedingungen und nachfolgenden Konsequenzen des Verhaltens verändert. Bekannte Anwendungen der Verhaltensanalyse sind:
- die Behandlung des frühkindlichen Autismus (Applied Behavior Analysis)
- diverse Methoden des programmierten Unterrichts (Direkter Unterricht, Personalized System of Instruction, Precision Teaching)
- die gewaltfreie Dressur von Tieren (vgl. Klickertraining)
- die Methode der verhaltensorientierten Arbeitssicherheit (Behavior Based Safety, BBS)
- das verhaltensorientierte Fertigkeitstraining (Behavioral Skills Training, BST)

Die Verhaltensanalyse wird als eigenständige Wissenschaft an mehreren US-amerikanischen und internationalen Universitäten gelehrt. Es gibt mittlerweile mehr als ein Dutzend Zeitschriften mit Gutachterverfahren, die ausschließlich über die Verhaltensanalyse berichten. Die Bekanntheit der Verhaltensanalyse unter Psychologinnen und Psychologen ist eingeschränkt, ihre Wahrnehmung infolgedessen oft verzerrt.

## Belege
1. ↑  Gregory J. Madden: APA handbook of behavior analysis. American Psychological Association, Washington, DC 2012, ISBN 978-1-4338-1111-1.
2. ↑  Matthew P. Normand: Science, skepticism, and applied behavior analysis. In: Behavior Analysis in Practice. Band 1, Nr. 2, 2008, ISSN 1998-1929, S. 42–49, PMC 2846586 (freier Volltext).
3. ↑  Howard Sloane: What is Behavior Analysis? Auf: bsotr.com, Zugriff am 21. Mai 2019.
4. ↑  Donald M. Baer, Montrose M. Wolf, Todd R. Risley: Some current dimensions of applied behavior analysis. In: Journal of Applied Behavior Analysis. Band 1, Nr. 1, 1968, ISSN 1938-3703, S. 91–97, doi:10.1901/jaba.1968.1-91, PMC 1310980 (freier Volltext).
5. ↑  eine Liste der akkreditierten Programme findet sich auf den Seiten der Association for Behavior Analysis International (ABA-I), Internetressource, Zugriff am 14. Juli 2013.
6. ↑  Eine Übersicht (Stand: 2015) findet man auf dem Webserver der Spalding University: Behavior Analysis Journals. (Memento vom 30. März 2015 im Internet Archive)
7. ↑  Daniel B. Shabani, James E. Carr, Anna Ingeborg Petursdottir, Barbara Esch, Jill N. Gillet: Scholarly productivity in behavior analysis. The most prolific authors and institutions from 1992 to 2001. In: The Behavior Analyst Today. Band 5, Nr. 3, 2004, ISSN 1539-4352, S. 235–243 (baojournal.com [PDF; 559 kB; abgerufen am 14. Oktober 2014]).
8. ↑  James E. Carr, Lisa N. Britton: Citation trends of applied journals in behavioral psychology: 1981-2000. In: Journal of Applied Behavior Analysis. Band 36, Nr. 1, 2003, ISSN 1938-3703, S. 113–117, doi:10.1901/jaba.2003.36-113, PMC 1284424 (freier Volltext).
9. ↑  „often viewed as outdated and insignificant by mainstream psychologist“ so Alan Poling: Looking to the future: Will behavior analysis survive and prosper? In: The Behavior Analyst. Band 33, Nr. 1, 2010, ISSN 0738-6729, S. 7–17, PMC 2867507 (freier Volltext).
10. ↑  wie eine Untersuchung aus Norwegen zeigte: Erik Arntzen, Jon Lokke, Gunn Lokke, Dag-Erik Eilertsen: On misconceptions about behavior analysis among university students and teachers. In: The Psychological Record. Band 60, Nr. 2, 2010, ISSN 0033-2933, S. 325–336 (siu.edu [PDF; 214 kB; abgerufen am 14. Oktober 2014]).